# In Another Land
”In Another Land” er en sang fra Bill Wyman, bassisten fra det engelske rock ’n’ roll band The Rolling Stones. Det er en af to sange som blev skrevet af Bill Wyman (den anden er ”Downtown Suzie”), og den eneste sang som blev sunget af ham selv. Den blev indspillet som single i december 1967, men kom ikke langt, den fik kun en 87. plads i USA. Det er ikke en Rolling Stones single, men den blev udgivet som en og fik en af bandets sange på som b-side. 
Musikerne på sangen er sangeren Steve Marriott på akustisk guitar sammen med Ronnie Lane (begge fra Small Faces). Nicky Hopkins på Cembalo og klaver, Charlie Watts på trommer, Brian Jones på Mellotron, Bill Wyman på bass. Mick Jagger og Keith Richards lagede kor ind på et senere tidspunkt af indspilningerne.
I slutningen af sangen kan man hører Wyman snorke.